# شو ايمورا
شو ايمورا (باليابانية: 植村秀؛ بالكانا: うえむら しゅう) هو شخصية أعمال وفنان ماكياج ورائد أعمال ياباني، ولد في 19 يونيو 1928 في طوكيو في اليابان، وتوفي بنفس المكان في 29 ديسمبر 2007 بسبب ذات الرئة.

## وصلات خارجية
- شو ايمورا على موقع IMDb (الإنجليزية)